# Cheles
Cheles – gmina w Hiszpanii, w Estremadurze, w prowincji Badajoz. W 2008 roku liczyła 1332 mieszkańców.